# Рафаил Попов (археолог)
 За българския униатски свещеник вижте Рафаил Попов (епископ).  
Рафаил Петров Попов (Троянски) е български историк, археолог, палеонтолог, спелеолог и музеен деятел.

## Биография
Роден е на 27 август (14 август стар стил) 1876 г. в град Търново (днес Велико Търново), България в семейството на попадия Иванка и отец Пенчо Рачов Троянеца. Той е най-малкият от общо 4 деца на търновския свещеник, в чиято къща се настанява висш офицер от руските войски и попът на полка. Те стават кръстници на бебето, като заменят името му Рачо с библейското Рафаил.
Завършва гимназия във Велико Търново. През 1896 г. Започва следването си във Висшето училище (днес Софийски университет) по специалност „Естествени науки“. Още като студент провежда през 1899 и 1900 г. разкопки в пещерите Духлатата и Малката край Търново. Завършва висшето си образование през 1901 г. През същата година е назначен за учител по естествени науки в Шуменското мъжко педагогическо училище. Извършва разкопки в Царската пещера край Беляковец, Голямата и Малката пещера край с. Мадара, както и на крепостта при Мадара, където открива прочутия фрагмент от мраморен зодиак, върху който ясно личат четири от зодиакалните знаци – водолей, риби, овен и телец.
През 1902 г. основава археологическо дружество. Поставя се началото на Оръжеен археологически музей (по-късно прераснал в Археологически музей) в Шумен, взема дейно участие при уреждането му, става и първият му уредник. Министерството на народната просвета му възлага да проучи околностите на град Шумен и особено добре да огледа околностите на с. Мадара, където се намира станалият по-късно широко известен грамаден скален барелеф, наречен Мадарски конник. Чрез събраните от него на това място богати археологически материали, той установява, че те принадлежат на няколко исторически епохи. Той посочва, че Мадарският край е богата съкровищница за изучаването на миналото на Балканския полуостров.
През 1905 г. прави най-значимото си откритие – Чаталарската омуртагова колона. Намира колоната в село Чаталар (днес Хан Крум), Шуменска област и я изкопава. Тя е висока 6 метра, с много усилия още тогава я закарват в Шумен и оттам в София. Тя става причина княз Фердинанд да награди откривателя ѝ с орден „За гражданска заслуга“ пета степен, както и с похвално писмо от министъра на народната просвета проф. Иван Шишманов за извънучилищната му дейност. Изучава пещери при с. Беляковец (Търновско).
През 1907 г. разкопава Коджадерменската предисторическа могила край гр. Шумен.
През 1908 г. проучва Деневата и Дядо Гергевата могила с. Салманово, Преславско. Прави сондажи при пещерите Крумовите порти западно от Шумен и на Хисаря при с. Войвода, Новопазарско, и при с. Чаталар; Установил Еоценски геологически слоеве по Провадийското плато; Разкопки с. Марковча, Провадийско от еоценско време.
През 1909 г. е изпратен от Министерството на просветата на двугодишна специализация по праистория, палеонтология и геология в Берлин. По време на специализацията си работи в Кралския етноложки музей. Преди да се завърне в България, посещава музеи в Дрезден, Прага, Виена, Будапеща, Загреб и Белград, за да се запознае с музейното дело, което да може да приложи и в България. След завръщането си от Берлин провежда редица археологически разкопки в около 20 населявани от човека пещери (Деветашка пещера, Темната дупка, Моровица, Бачо Киро край Дряново, Цар Крумови порти край Шумен, Чердженица, Зиданка, Хайдушката (и трите край с. Карлуково), Миризливка, Еменска, Голямата и Малката Лисица край с. Беляковец, на пещерите край Търново и Ловеч. В резултат от разкопките в пещерата Темната дупка (Карлуково), пръв доказва наличието на палеолитна култура на Балканския полуостров. Изследва и важни праисторически селищни могили (напр. Коджадермен, Салманово).
През 1911 г. става учредител на Праисторическия отдел на Народния археологически музей и негов уредник до 1929 година. Провежда нови разкопки в пещера Моровица, село Гложене, могила село Езерово, Босилеградско и Деве-Баргън при Търново-Сеймен. По време на Балканската война Богдан Филов, Рафаил Попов е повикан в главната квартира на войските в Лозенград, за да му спомогне за запазването на ценни старинни паметници от Източна Тракия.
През 1913 г. под негово ръководство в Археологическия музей е извършена първата обработка „химическо препариране“ на музейни експонати.
През 1914 г. в Коджадерменска и Денева могили по шосето Шумен-Разград намира извънредно богат и ценен предисторически материал – накити от кост и семена, кремъчни оръдия, каменни брадви, костени шила чукове от еленски рога, идолни фигурки, кости от бозайници, красиво орнаментирани глинени съдове. В същата могила открива и основи на първите жилищни колиби; техни модели и костите на човек, живял в тия колиби. Когато започва Балканската война разкопките са прекратени и продължени чак през 1926 г.
През 1914 – 1915 г. се грижи за организацията на новосъздадения Праисторическия отдел към Царския природонаучен музей. Работата му го налага като титулярен уредник. Провъзгласен за член на Руски археологически институт в Цариград.
По време на Междусъюзническата война Рафаил Попов е във II армия, но поради заболяване го връщат в София в IV военнополева болница. След оздравяването му го зачисляват в нея, където остава до края на войната да служи като санитар. Участник е във Военно-разузнавателната мисия на български учени в Одринска Тракия.
През 1918 г. Рафаил Попов се връща към редовната си научна работа. Издава две публикации: за „Гробните находки от Халщадската епоха“ в Списание на БАН и за „Коджадерменската могила“ в Известия на Археологическото дружество.
През 1921 г. подновява разкопките в пещерите при с. Беляковец, Търновско.
През 1925 г. се хабилитира за доцент в Софийския университет. Назначен е за частен хоноруван доцент по предистория при катедра „Обща география и етнография“. В продължение на 16 години чете лекции по темата „Предистория във връзка с етнография“, като говори зимния семестър за каменната епоха, а през летния – за металната. Паралелно с лекциите води и редовен курс „Упътвания за правене на разкопки и проучвания на праисторически паметници“ в помощ на Народния археологически музей. Едновременно с това той води и още един курс – „Предистория на България“. Този курс и лекции съдържат изключително само данни и изследвания, направени от него. Удава му се да извърши ценно откритие за науката – да докаже с подробни данни и разкопки съществуването в българските пещери на палеолитната, на старата каменна човешка култура. Това откритие прави в пещерата Темната дупка при гара Карлуково.
През 1926 г. е отпечатана публикацията „Пещерата Темната дупка, ново находище на палеолита в България“, издание на Народния археологически музей – София (с френско резюме 1931 г.)
През 1924 – 1927 г. е назначен за ръководител на разкопките около с. Мадара, могилите около Мадарското плато и Мадарския скален релеф, с помощници Александър Рашенов и асистент Васил Миков. В този период районът на Мадара започва да трупа все повече популярност и се посещава масово от учащи и учени. Освен от Рафаил Попов, разкопките се ръководят и от проф. Гавраил Кацаров, Карел Шкорпил и Ив. Великов. Музейният фотограф Георги Трайчев прави около 160 общи и детайлни снимки на всичко, което съставлява задача при разкопките и проучванията.
През 1929 г. основава Българско пещерно дружество, където винаги остава член със секретарска или председателска длъжност. Организира ежегодни посещения на пещери, изнасяне на беседи за значението на пещерите и нуждата от тяхното опазване. По-късно създава и клон в Дряново (1937), където в пещерата „Бачо Киро“ е прекарано електрическо осветление благодарение на министър-председателя Никола Мушанов. Така тя се превръща в първата облагородена и пригодена за посещение от туристи, пещера в България. Рафаил Попов настоява дружеството да основе свой собствен пещерен музей. С американската професорка д-р Гаръд (Dorothy Annie Elizabeth Garrod) и нейни двама асистенти Джеймс Гол и Брус Хоу (Bruce Howe), от Кеймбридж, правят разкопки в Дряново и пещерата Бачо Киро. Отпечатват съвместно на английски студия в „American School of Prehistoric Research“. Грижи се за държавна субсидия за опазване на българските пещери. Напечатва няколко статии в тяхна защита от разрушения: „Значението на нашите пещери за културната история“ (1931), „Пещерите като хранилища на културно-исторически материали“ (1935), „Пазете пещерите“ (1937) „Защо да пазим пещерите“ (1939).
Назначен е за директор на Народния археологически музей в София (1929 – 1938 г.) Като член на Българското археологическо дружество и негов секретар, Рафаил Попов, също като своя предшественик Гаврил Кацаров, обръща особено внимание на популяризиране на миналото, на ситуирането на археологическите паметници спрямо околната среда, за да не се губи връзката между миналото и настоящето. След 10-годишен труд издава два тома „Мадара, разкопки и проучвания“. Особено ценна обществена дейност по време на директорството му е неговата работа по уреждане на народни исторически паркове около бележитите български исторически места Абоба-Плиска, Преслав, Мадара, със субсидии предимно от Цар Борис ІІІ.
В последващите години продължава усърдно да изучава скалния релеф на Мадара. Полага основи на второ издание за естествено-исторически музей за сбирки, даващи представа за фауната, флората и земния състав на Мадарския край. Съдейства на няколко научни и културни дружества, в които членува, както и на Български археологически институт (БАИ) (основател/член до края на живота си). През активната си професионална кариера прави големи дарения от личните си колекции, от артефакти и вкаменелости на Царския музей.
Като една особено ценна обществена дейност по времето на директорството му в Народния музей, e работата по уреждането на „Народни исторически паркове“ около бележитите български исторически места – Мадара, Плиска, Преслав или Търново. Тези паркове са създадени по замисъл на Рафаил Попов, за да не запустяват и да се оскверняват светилищата на старата българска история. Рафаил Попов започва осъществяването на тази си идея с Мадара, където върху терен от 700 декара се прокарват алеи и пътеки и са насадени дървета, храсти и цветя. Издълбава се в скалата стълба и пътека, която се издига до платото на Мадарските скали и крепостта Мундрага.
През 1937 г. съвместно с българските пещерняци основава и Софийското пещерно дружество.
През 1938 г. е удостоен с най-голямото научно отличие – избран е за дописен член на Българската академия на науките. През същата година го пенсионират след 40-годишна държавна служба.
Като пенсионер изработва в дома си около 100 документални рисунки, представящи образци от военното облекло, от оръжието, от бита на прабългарите, предвидени да бъдат отпечатани и издадени от тогавашното Министерство на войната.

Месец преди смъртта си пише писмо до Българското пещерно дружество, в което се казва:
„...Изпращам ти писмото от Министерството на народната просвета, от което се вижда, че на дружеството е отпусната субсидия от 2000 лева, моля нареди с касиера необходимото за получаване на сумата. Безпокоя те, защото аз не съм добре... Бъди добър да свикаш поне една-две срещи на пещерното дружество, за да не остане без дейност. Бях приготвил два реферата, за да ги чета в дружеството, но както ти казах, от месец март съм половин човек. Исках да направя още един дар от геологически материали на Царския музей, но за жалост не можах да ги подредя... Р. Попов“.
На 15 август 1940 г. той завинаги затваря очи на 64-годишна възраст, оставя вдовица с двама синове и малолетна дъщеря.

## Посмъртно признание
- Улица „Рафаил Попов“, гр. Шумен
- Паметник на Рафаил Попов, с. Мадара
- Ученически спелеоклуб „Проф. Рафаил Попов“, ПГТ „Д-р Васил Берон“, Велико Търново

## Членства
- редовен член на Руския археологически институт в Цариград, 1911 г.
- дописен член на Виенското предисторическо дружество, 1922 г.
- дописен член на Френското археологическо др-во в Penmarch, 1926 г.
- дописен член на Българската академия на науките, 1938 г.
- почетен член на археологическото сдружение „Българска старина“, 1925 г.
- почетен член на Мадарското археологическо дружество, 1925 г.
- почетен член на Шуменското археологическо дружество, 1926 г.
- почетен член на Шуменската дружба
- член на Софийското пещерно дружество, 1937 г.
- член на Българското геологическо дружество
- член на Българското географско дружество

## Галерия
- Палатката на Рафаил Попове при третите му разкопки при скалите на Мадара, 1908.
- Рафаил Попов при разкопаването на Коджа-Дерменската могила, 1914.
- Рафаил Попов (дясно), като уредник на предисторическия отдел в Народния музей, с негови колеги: Никола Мушмов (седнал вляво), Йордан Господинов, Марин Георгиев и проф. Гавраил Кацаров, 1914.
- Рафаил Попов (ляво), с група учени при разкопките на Мадара, 1935.
- Откриване на Мадарския музей, 1936.
- Посещение на Малката пещера при Мадара, от група учени и литератори. Вляво е проф. Богдан Филов, зад всички Рафаил Попов, 1935.
- Рафаил Попов (полегнал) и Коста Кюлюмов с дъщеря му Милка на колене, отзад изправени Ат. Донков, Дечка Попова (съпруга) и д-р Ненков